# Катепсины
Катепсины — протеазы, в основном внутриклеточные. Большинство катепсинов проявляют активность внутри лизосом, разрушая захваченные клеткой молекулы. По строению активного участка катепсины разделяют на цистеиновые, сериновые и аспартатные протеазы. Наиболее многочисленны катепсины, содержащие в своём активном сайте цистеин: это катепсины B, C, H, F, L, K, O, S, V/L2, X, W. К сериновым протеазам относятся катепсины A и G, к аспартатным — D и E.
Оптимальное значение pH для действия катепсинов равно 3,8. Активность катепсинов растёт в опухолевых клетках.
Катепсины группы В — трипсиноподобные; группы D — действуют подобно пепсину, активируют другие катепсины.
Катепсин группы G наиболее активен в полиморфноядерных лейкоцитах, действует подобно химотрипсину.